# 紙づまり
紙づまり（紙詰まり かみづまり）とは、プリンターや複写機などで、紙が正常に給紙又は排出されず、装置の部品などに引っ掛かる等して、印刷ができなくなる状態を指す。ペーパージャムとも呼ばれる。

## 原因
- 曲がった用紙、折れた用紙、品質の悪い用紙などを使用した。

テスト印刷・（他人に見せるものではない）個人的メモの印刷などの為に、チラシの裏紙などを使用して印刷したりすると、発生する可能性が高い。
湿気を含んだ用紙を使用すると、紙送りが正常に稼動しない場合がある。
また、使いかけのシールラベルを何度もプリンタに入れて印刷しようとしたり、本来プリンタ用として製造・販売されていないシールラベル（特にシールがない部分が剥離紙だけになっているもの）をプリンタに入れて印刷しようとしたりすると、剥離紙がツルツルしている故に用紙がローラー上で滑って給紙に失敗してしまったり、中でシールが剥がれて部品にくっついてしまい、紙づまりが発生することもある。
- 装置の内部が汚れている。

装置の給紙ローラー、排出ローラーなどが汚れていると、その汚れの粘着力で用紙がくっついてしまう事がある。
- 装置が消耗している場合、装置に障害がある場合。

装置にトラブルがある場合、当然給紙や用紙の排出に問題が起きる可能性は高くなる。
給紙ローラーがゴム仕様の場合、摩滅し正常に紙送りできなくなる場合がある。
- 用紙の装填の仕方が悪い場合。

用紙はきちんとさばいて、揃えて真っすぐ入れる必要があり、用紙をズレたまま使用したり、稼働中に紙を追加したりすると、給紙に失敗して発生することがある。

## 対処法・予防法
- 品質の悪い紙は使用しない。

たとえ個人用のメモ目的やテスト印刷であっても、あまりにもひどい紙は除き、チラシの裏紙などを再利用する場合は、プリンタで使用するのに不適切な厚さのもの、曲がったり折れたり、パンチ穴が空いていたり、ホッチキス止めされた形跡のある紙などは使わないようにする。
- 装置の内部は時々掃除する。

エアダスターなどを使用して定期的に装置内部、特にローラー部分を清掃する。家電量販店などで、装置の中に通してローラーを掃除する用紙（クリーニングシート）が販売されている。
- 異常を感じた場合は、修理を依頼する。

異常があるのにそのまま使用すると、紙づまりがひどくなったり、詰まった紙が破れて取れない所に入り込んだり、他の故障を引き起こしたりする可能性もある。
- 用紙はきちんとさばいて、揃えて入れ、厚さや種類の違う紙を混ぜて使用しない。